# Batman and Superman: Battle of the Super Sons
Pour plus de détails, voir Fiche technique et Distribution.
Batman and Superman: Battle of the Super Sons est un film d'animation américain, réalisé par Matt Peters, sorti directement en vidéo en 2022, 48e film de la collection DC Universe Animated Original Movies.
Il s'agit du premier film animé produit par DC Entertainment entièrement réalisé en CGI, mettant en scène le duo Jonathan Kent et Damian Wayne des comics Super-Sons (en) de Bob Haney et Dick Dillin, face à la menace d'une entité extraterrestre, Starro (en).

## Synopsis
Alors que la planète Krypton est sur le point d'exploser, Jor-El et Lara mettent leur fils nouveau-né Kal-El dans un vaisseau spatial à destination de la Terre. Un parasite extraterrestre nommé Starro (en) s'échappe de son confinement dans le laboratoire de Jor-El et s'accroche au vaisseau avant d'être envoyé sur Terre, mais en tombe peu de temps après le décollage. Le vaisseau spatial atterrit au Kansas où Kal-El est élevé par le couple Kent qui l'appelle Clark. Clark découvre qu'il possède des capacités surhumaines et devient Superman. Il rencontre Batman et révèle son identité à Lois Lane ; les deux se marient et ont un fils nommé Jonathan.
Des années plus tard, la famille Kent vit à Smallville. Jonathan est frustré par les fréquentes absences de son père, ignorant qu'il est Superman. Une nuit, Superman sauve la Tour de guet (Watchtower en VO) de la Justice League d'une chute de son orbite après avoir été touchée par des débris spatiaux. Superman doit ensuite partir pour sauver le Japon d'un tsunami mais dans la Tour, Green Arrow, qui enquête sur l'accident, est attaqué par une créature.
Le lendemain, jour de son anniversaire, Jonathan découvre qu'il possède une vision thermique. Clark lui révèle alors qu'il est Superman et l'emmène à Gotham City pour voir Batman afin d'avoir des conseils sur ses pouvoirs émergents. Jonathan rencontre le fils de Batman, Damian Wayne, alias Robin, qui est d'abord impoli avec lui. Batman révèle à Superman qu'il a perdu le contact avec la Tour de guet et aussitôt, les deux super-héros s'y rendent pour voir ce qu'il se passe après que Superman ait déposé Jonathan à Smallville. Lorsque Batman et Superman arrivent à la Tour, Martian Manhunter visiblement possédé les infecte avec les spores de Starro.
De retour à la Batcave, Batman possédé tente d'infecter Damian mais le garçon évite la spore. Après s'être affronté, Damian trompe la spore de Batman en lui faisant croire qu'elle a réussi à le tuer, puis il entend une conversation indiquant que Starro a infecté la Justice League et les Teen Titans, et a l'intention d'infecter Jonathan. Damian se rend donc à Smallville où Jonathan et lui échappent à Lois, elle-même infectée par une spore. Jonathan utilise sa vision thermique sur elle, libèrant ainsi Lois du contrôle de Starro. Le duo se rend ensuite à la Forteresse de Solitude pour analyser un fragment de spore grâce à la technologie kryptonienne. Après avoir été pris pour des intrus par Krypto, ils rencontrent une copie holographique de la conscience de Jor-El, qui leur explique que les spores sont contrôlées par un esprit-ruche central, Starro. Jonathan et Damian se rendent compte que Starro est sur la Tour de guet et s'ils réussissent à le vaincre, cela libérera tous ceux qui sont sous le contrôle d'une spore.
Jonathan et Damian se rendent à la Tour de guet à bord du même vaisseau qui a autrefois amené Kal-El sur Terre. Dans la Tour, ils sont appréhendés par des membres possédés de la Justice League et des Teen Titans. Starro explique qu'il a l'intention de vider toute vie sur Terre en prenant le contrôle de tout le monde. Le pouvoir d'invulnérabilité de Jonathan se manifeste lorsqu'il saute devant une flèche tirée par Green Arrow sur Damian, après quoi le duo est capable de maîtriser les héros possédés qui les attaquent. Lois parvient à contacter Jonathan depuis le bureau du président Lex Luthor et lui dit que Starro est vulnérable à la chaleur. Malheureusement, ils découvrent que Starro est devenu plus fort et que la vision thermique de Jonathan ne suffit plus à le détruire. Ils décident alors de faire sortir la Tour de guet de son orbite dans l'espoir de faire brûler Starro avec elle lors de sa rentrée dans l'atmosphère.
Après avoir évacué tous les super-héros maîtrisés vers la Terre à bord du vaisseau spatial de Kal-El, ils peuvent désorbiter la Tour. Ils sont attaqués par Starro, blessé avec la Tour qui commence à brûler, ce qui provoque la mort de toutes ses spores sur Terre. Incapables de s'échapper de la Tour, Damian et Jonathan s'avouent avoir du respect l'un pour l'autre. Libéré de l'emprise de Starro, Superman intercepte la Tour de guet qui tombe vers la Terre et sauve les deux garçons. Starro survit au crash mais il est finalement vaincu par Jonathan, Damian, Batman et Superman travaillant ensemble.
Par la suite, Damian et Bruce rendent visite à la famille Kent à Smallville. Jonathan et Damian discutent d'un nom pour leur duo et choisissent Super-Sons (en).

## Fiche technique
Sauf indication contraire, les informations mentionnées dans cette section peuvent être confirmées par la base de données cinématographiques IMDb,  présente dans la section « Liens externes ».
- Titre original : Batman and Superman: Battle of the Super Sons
- Réalisation : Matt Peters
- Scénario : Jeremy Adams, d'après les personnages de DC Comics
- Musique : Kristopher Carter, Michael McCuistion et Lolita Ritmanis
- Direction artistique du doublage original : Wes Gleason, Agnes Kim et Sarah Noonan
- Montage : Craig Paulsen
- Animation : Studio Mir
- Production : James Krieg et Rick Morales
  - Production déléguée : Sam Register et Michael E. Uslan
- Sociétés de production : Warner Bros. Animation et DC Entertainment
- Société de distribution : Warner Bros. Home Entertainment
- Pays de production :  États-Unis
- Langue originale : anglais
- Format : couleur
- Genre : animation, super-héros
- Durée : 79 minutes
- Dates de sortie :
  - États-Unis : 18 octobre 2022
  - France : 26 octobre 2022[1]
- Classification :
  - États-Unis : PG-13 (interdit -13 ans)
  - France : n/a

## Distribution

### Voix originales
- Jack Dylan Grazer : Jonathan Kent
- Jack Griffo : Robin / Damian Wayne
- Travis Willingham : Superman / Clark Kent
- Troy Baker : Batman / Bruce Wayne
- Laura Bailey : Lois Lane
- Darin De Paul : Lex Luthor, Starro (en)
- Nolan North : Jor-El
- Myrna Velasco : Lara, Wonder Girl
- Tom Kenny : Green Arrow, Le Pingouin
- Zeno Robinson : Jimmy Olsen, Melvin Masters

### Voix françaises
- Arthur Raynal : Jonathan Kent
- Benjamin Bollen : Robin / Damian Wayne
- Marc Arnaud : Superman / Clark Kent
- Adrien Antoine : Batman / Bruce Wayne
- Pascale Chemin : Lois Lane
- Paul Borne : Lex Luthor
- Frédéric Souterelle : Jor-El
- Sylvain Agaësse : Green Arrow
- Gilbert Lévy : Le Pingouin
- Alexandre Gillet : Jimmy Olsen
- Aurélien Raynal : Melvin Masters

Société de doublage VF : Deluxe, adaptation VF : Jérôme Dalotel, direction artistique VF : Virginie Ledieu
 Source : voix originales et françaises sur Latourdesheros.com.

## Production
Lors du DC FanDome 2021, DC Entertainment annonce travailler sur son premier film d'animation entièrement en CGI, réalisé par Matt Peters avec une surcouche 2D, d'après une histoire écrite par Jeremy Adams s'inspirant librement des comics Super-Sons (en) de Bob Haney et Dick Dillin.

## Accueil

### Sortie
Le film est présenté en avant-première au New York Comic Con le 7 octobre 2022 et sort directement en vidéo le 18 octobre 2022.

### Accueil critique
Sur l'agrégateur d'avis Rotten Tomatoes, le film obtient une note d'approbation de 100% sur la base de 9 critiques, avec une note moyenne de 7,90⁄10. Si l'accueil est plutôt positif aux États-Unis, il est plus mitigé en France. Le site Allociné donne la note moyenne de 3,5⁄5 sur la base de 5 critiques spectateurs et sur SensCritique, le film reçoit la note moyenne de 5,9⁄10.